# YIF1B
YIF1B (англ. Yip1 interacting factor homolog B, membrane trafficking protein) – білок, який кодується однойменним геном, розташованим у людей на довгому плечі 19-ї хромосоми. Довжина поліпептидного ланцюга білка становить 314 амінокислот, а молекулярна маса — 34 435.
| 10         |  | 20         |  | 30         |  | 40         |  | 50         |
| ---------- |  | ---------- |  | ---------- |  | ---------- |  | ---------- |
| MHPAGLAAAA |  | AGTPRLRKWP |  | SKRRIPVSQP |  | GMADPHQLFD |  | DTSSAQSRGY |
| GAQRAPGGLS |  | YPAASPTPHA |  | AFLADPVSNM |  | AMAYGSSLAA |  | QGKELVDKNI |
| DRFIPITKLK |  | YYFAVDTMYV |  | GRKLGLLFFP |  | YLHQDWEVQY |  | QQDTPVAPRF |
| DVNAPDLYIP |  | AMAFITYVLV |  | AGLALGTQDR |  | FSPDLLGLQA |  | SSALAWLTLE |
| VLAILLSLYL |  | VTVNTDLTTI |  | DLVAFLGYKY |  | VGMIGGVLMG |  | LLFGKIGYYL |
| VLGWCCVAIF |  | VFMIRTLRLK |  | ILADAAAEGV |  | PVRGARNQLR |  | MYLTMAVAAA |
| QPMLMYWLTF |  | HLVR       |  |            |  |            |  |            |

A: Аланін

C: Цистеїн

D: Аспарагінова кислота

E: Глутамінова кислота

F: Фенілаланін

G: Гліцин

H: Гістидин

I: Ізолейцин

K: Лізин

L: Лейцин

M: Метіонін

N: Аспарагін

P: Пролін

Q: Глутамін

R: Аргінін

S: Серин

T: Треонін

V: Валін

W: Триптофан

Кодований геном білок за функцією належить до фосфопротеїнів. 
Задіяний у таких біологічних процесах, як ацетилювання, альтернативний сплайсинг. 
Локалізований у мембрані.